# Emil van Oers
Emil van Oers (Eindhoven, 1984) is een Nederlands journalist.  
Van Oers presenteert uitlegvideo's van NOS op 3. Daarvoor werkte hij achter de schermen bij de NOS. 

## Biografie
Van Oers werd geboren in Eindhoven als de zoon van Rotterdamse ouders. Hij studeerde communicatiewetenschappen aan de Radboud Universiteit in Nijmegen en cultuurwetenschappen aan de Universiteit van Maastricht. In 2008 begon hij met een master journalistiek aan de Rijksuniversiteit in Groningen. Hij ging in 2009 stage lopen bij de NOS, waar hij als redacteur voor het tv-programma NOS Journaal op 3 werkzaam was. In 2010 behaalde hij zijn master.
Van Oers werkt sinds 2010 fulltime bij de NOS. Hij werkte toen als verslaggever en presentator voor bij het radio- en televisieprogramma NOS op 3. Toen het programma in 2015 van de televisie naar het internet verhuisde, is hij een van de presentatoren op het bijbehorende YouTube-kanaal. Hierbij kwam hij bekend te staan als Baardmans. In 2020 speelde hij een rol bij het uitleg geven over de coronapandemie. Vanaf 2022 geeft hij ook uitleg over de zeespiegelstijging en de gevolgen van de klimaatverandering.